# هادی خانشقاقی
سرلشکر هادی خانشقاقی (حصن‌الدوله)، فرزند میرزا مهدی خان شقاقی (ممتحن الدوله) است که در سال ۱۲۶۸ ش زاده شد. تحصیلات ابتدایی خود را در مدرسه‌ٔ رشدیه و دارالفنون تمام کرد و سپس در تفلیس و سن‌پترزبورگ در رشته‌ٔ سوارنظام ادامه‌ٔ تحصیل داد و سرانجام به دانشکده‌ٔ معروف سن‌سیر پاریس وارد شد و در سال ۱۲۹۱ ش دوره‌ٔ مدرسه را به اتمام رسانید و مجدداً در دانشکده‌ٔ سمور ادامهٔ تحصیل داده و با امتیاز کامل از آن دانشکده هم فارغ‌التحصیل شد. در اوایل جنگ بین‌الملی او وارد ایران گردید و در قزاقخانه با درجه‌ٔ نایب اولی (ستوان یکمی) استخدام و به تعلیم فن سواری پرداخت و تدریجاً مراحل نظامی را طی کرد و در سال ۱۳۰۱ به درجه‌ٔ سرهنگی نائل آمد و سه سال بعد سرتیپ شد و در سال ۱۳۱۶ درجه‌ٔ سرلشکری گرفت. 
مشاغل عمدهٔ وی عبارت بودند از عضویت شورای عالی قشون، معاونت ارکان حرب کل قشون (ستاد ارتش)، ریاست بازرسی سوارنظام، فرمانده لشکر و بالاخره فرماندهی دانشکدهٔ افسری و مدتی نیز وابسته‌ٔ نظامی ایران در شوروی بود. بعد از شهریور ۱۳۲۰ فرمانده لشکر اصفهان شد و آخرین سمت نظامی‌اش ژنرال آجودان و ریاست دفتر نظامی شاه بود. سرلشکر هادی شقاقی که قبلأ حصن‌الدوله لقب داشت، از افسران تحصیل‌کرده و مطلع ارتش محسوب می‌شد. به دو زبان روسی و فرانسه تسلط کامل داشت و در فن سواری و تربیت اسب نیز کم‌نظیر بود. در سال ۱۳۳۸ در سن ۷۰ سالگی درگذشت و در مقبره‌ٔ خانوادگی در صفائیهٔ شهر ری مدفون گردید.
وی در جوانی با خانواده‌ٔ خواجه‌نوری وصلت کرد و دختر ابوتراب خواجه‌نوری نظم‌الدوله را به زنی گرفت. همسر وی شوکت‌الملوک خواجه نوری (شقاقی) از نقاشان معروف بود که زیر نظر کمال‌الملک هنر نقاشی را آموخته بود. فرزند سرلشکر خانشقاقی، هوشنگ خانشقاقی نیز سازندهٔ اولین ساختمان بلندمرتبهٔ ایران می‌باشد.